# Кутлугуш
Кутлугуш — река в России, протекает по Похвистневскому району Самарской области. Устье реки находится в 218 километрах от устья реки Большой Кинель. Длина реки — 20 километров, площадь водосборного бассейна — 64,1 км².
Село Старопохвистнево, через которое протекает река, в XVIII веке называлось Кутлугуш.

## Данные водного реестра
По данным государственного водного реестра России относится к Нижневолжскому бассейновому округу, водохозяйственный участок реки — Большой Кинель от истока и до устья, без реки Кутулук от истока до Кутулукского гидроузла. Речной бассейн реки — Волга от верхнего Куйбышевского водохранилища до впадения в Каспий.
Код объекта в государственном водном реестре — 11010000812112100008142.